# Даккенхайм
Даккенхайм (нем. Dackenheim) — община в Германии, в земле Рейнланд-Пфальц.
Входит в состав района Бад-Дюркхайм. Подчиняется управлению Фрайнсхайм. Население составляет 441 человек (на 31 декабря 2010 года). Занимает площадь 3,32 км².

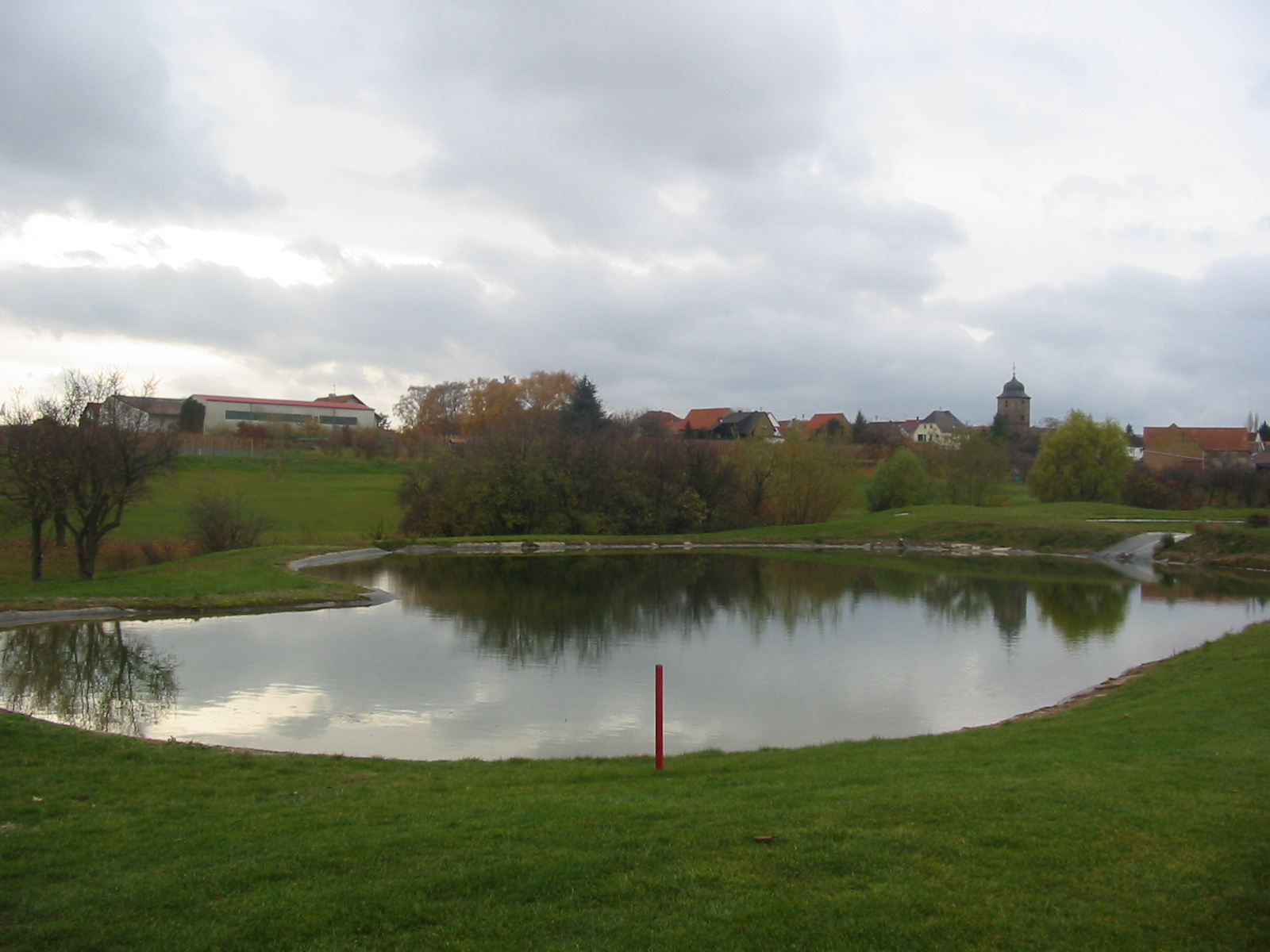
Даккенхайм